# اتاجاته
اتاجاته (به اسپانیایی: Atajate) یکی از دهستان‌های اسپانیا است که در اندلس واقع شده‌است.

## خصوصیات
اتاجاته ۱۱ کیلومترمربع مساحت و ۱۴۲ نفر جمعیت دارد و ۷۵۰ متر بالاتر از سطح دریا واقع شده‌است.